# Carlo Cignani

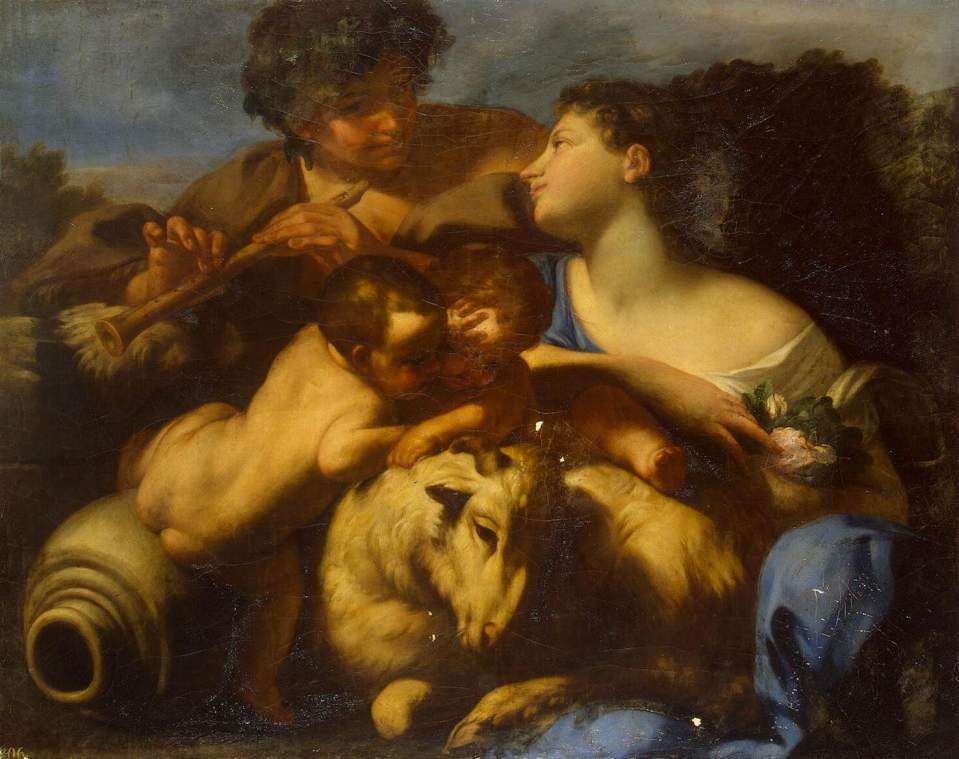
Escena pastoral, Museo del Hermitage, San Petersburgo.

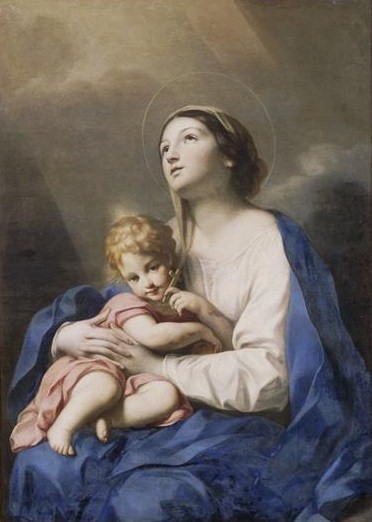
Virgen con el Niño, Musée Condé, Chantilly.

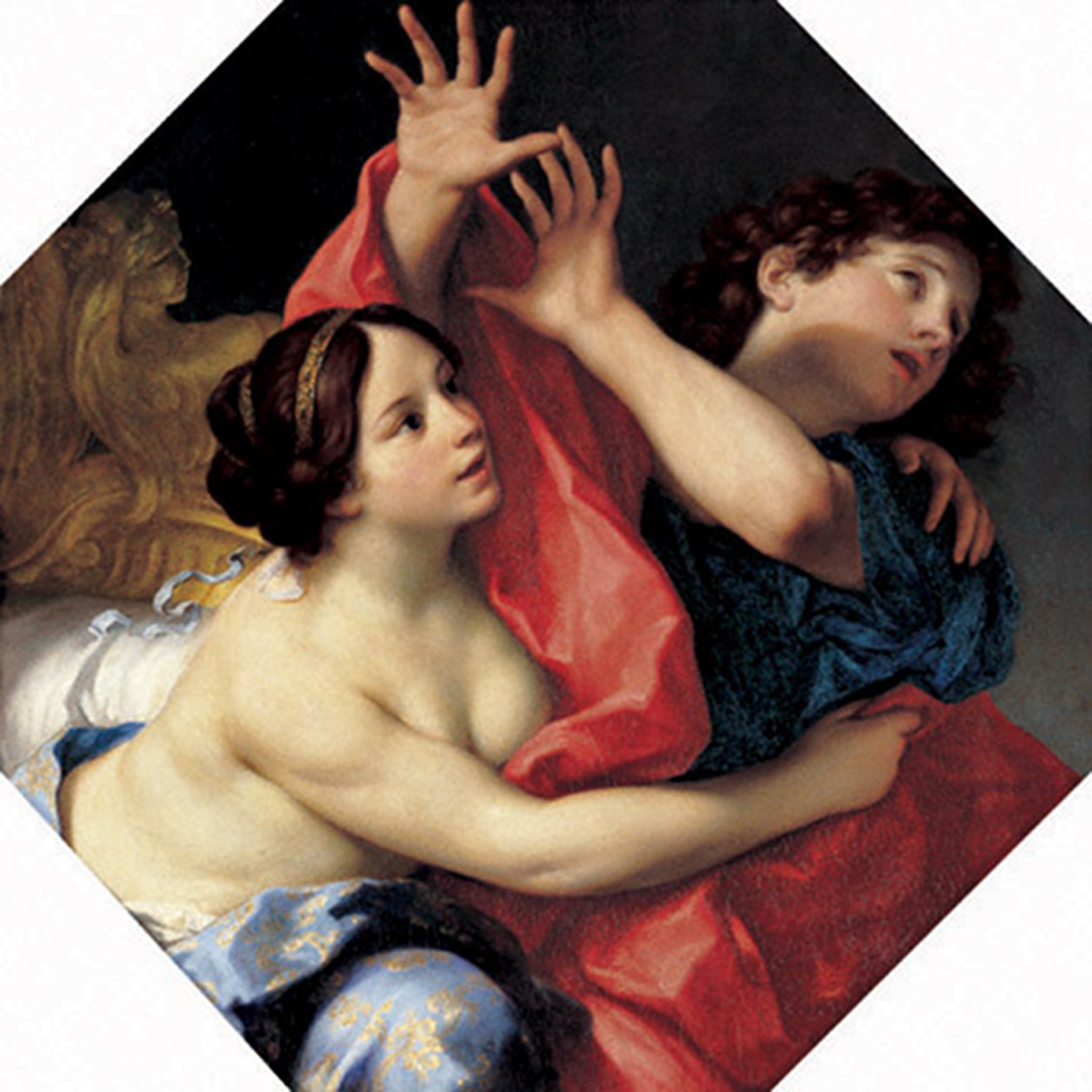
José y la mujer de Putifar, Gemäldegalerie, Dresde.

Carlo Cignani (Bolonia, 15 de mayo de 1628 - Forlí, 6 de septiembre de 1719) fue un pintor italiano del barroco. Trabajó durante casi toda su carrera en Bolonia, donde se convirtió en el líder de la escuela local durante más de tres décadas. Impuso un estilo grácil y pausado, que recogía el legado de Guido Reni, de tinte clasicista, alejado de las formas más enérgicas del primer barroco boloñés.

## Biografía
Nacido en una noble familia boloñesa, estudió primero con Battista Cairo y posteriormente con Francesco Albani. Además, el arte de Correggio fue para Cignani una fuerte influencia. Su obra maestra, en la que trabajó durante veinte años, es la Asunción de la Virgen de la cúpula de Santa Maria del Fuoco en Forli, que está muy directamente inspirada en las decoraciones de Correggio en la cúpula de la Catedral de Parma.
Después de trabajar algún tiempo en Parma, regresó en 1681 a su ciudad natal, donde fundó una Accademia del nudo, donde se copiaba de modelos en vivo. En dicha academia tuvo como discípulo a Giuseppe Maria Crespi.
En 1686 marchó a Forlí para trabajar en la Asunción de la Virgen. Moriría en esta ciudad en 1719. Cuando la Accademia Clementina fue fundada en 1706, se eligió a Cignani como príncipe vitalicio de dicha institución, in absentia.
No fue el único artista de su familia: sus hijos Filippo y Felice Cignani (1660-1724) y su nieto Paolo Cignani (1709-1764) también fueron pintores.
Cignani tuvo muchos discípulos que prologaron su estilo durante bastante tiempo. Entre ellos figuran Marcantonio Franceschini, Federico Bencovich (il Todeschini), Luigi Quaini, Giacomo Boni, Andrea Bondi, Francesco Bondi, Giovanni Girolamo Bonesi, Clemente Ruta, Girolamo Domini, Francesco Galli, Bonaventura Lambreti, Matteo Lamboni, Camilla Lauteri, Stefano Maria Legnani (Legnanino), Francesco Mancini y Paolo Antonio Paderna.

## Obras destacadas
- Entrada del papa Paulo III en Bolonia
- El poder del Amor — Palacio Ducal, Parma
- Adán y Eva
- Escena pastoral (c. 1670) — Museo del Hermitage, San Petersburgo
- Asunción de la Virgen — Santa Maria del Fuoco, Forli
- Magdalena penitente (c. 1686–1706) — Dulwich Picture Gallery
- José y la mujer de Putifar (c. 1680) — óleo sobre lienzo, 99 x 99 cm, Gemäldegalerie, Dresde
- José y la mujer de Putifar — Musée Fesch, Ajaccio  Archivado el 23 de enero de 2009 en Wayback Machine.
- Caridad — óleo sobre lienzo, 119,4 x 161,3 cm, Fine Arts Museums of San Francisco
- Alegoría de la Primavera — óleo sobre lienzo, Galleria Spada, Roma
- Juicio de Paris (1691) — óleo sobre lienzo, 130,5 x 161 cm,
- Aurora — Circolo della Scranna, Forlì